# Bangalore (huyện)
Huyện Bangalore là một huyện thuộc bang Karnataka, Ấn Độ. Thủ phủ huyện Bangalore đóng ở Bangalore. Huyện Bangalore có diện tích 2190 ki lô mét vuông. Từ năm 1986, huyện Bangalore được tách thành 2 huyện mới là Bangalore Urban và Ramanagara.